# Kosovo, Kiustendil
Kosovo (în bulgară Косово) este un sat în comuna Trekleano, regiunea Kiustendil,  Bulgaria. 

## Demografie
Componența etnică a satului Kosovo
     Bulgari (100%)
     Nicio identificare (0%)
     Altele (0%)
La recensământul din 2011, populația satului Kosovo era de 21 locuitori. Din punct de vedere etnic, toți locuitorii erau bulgari.